# M72 LAW
M72 LAW (Light Anti-Tank Weapon) je americký jednovýstřelový 66mm protitankový raketomet.
V raných 60. letech byl přijat do služby americké armády a námořní pěchoty jako jejich primární protitanková zbraň. Stal se náhradou za M31 HEAT rifle grenade a M20A1 Super Bazooka.